# NGC 5046
NGC 5046 is een elliptisch sterrenstelsel in het sterrenbeeld Maagd. Het hemelobject werd op 17 mei 1881 ontdekt door de Amerikaanse astronoom Edward Singleton Holden.

## Synoniemen
- MCG -3-34-35
- NPM1G -16.0398
- PGC 46141